# Lista över runologer
Detta är en lista över runologer.

## 1500-tal
- Johannes Magnus (1488-1544), ämbetsman, teolog, Sveriges siste katolske ärkebiskop m.m.
- Olaus Magnus (1490-1557), svensk kyrkoman, katolsk titulärärkebiskop, diplomat, humanist m.m.
- Laurentius Petri Nericius (1499-1573), Sveriges förste evangelisk-lutherske ärkebiskop
- Olaus Petri (1493-1552), svensk reformator, humanist och historiker

## 1600-tal
- Johannes Bureus (1568-1652), Sveriges första riksantikvarie, Gustav II Adolfs lärare m.m.
- Laurentius Bureus (1624-1665), svensk fornforskare
- Magnus Celsius (1621-1679), svensk astronom och matematiker
- Peter Dijkman (1650-1717), svensk häradshövding och fornforskare
- Johan Hadorph (1630-1693), svensk fornforskare, assessor i Antikvitetskollegiet och riksantikvarie
- Petrus Helgonius (1649-?), student som inventerade, avtecknade och beskrev runstenar åt Antikvitetskollegiet.
- Johan Peringskiöld (1654-1720), svensk fornforskare, assessor i Antikvitetskollegiet, sekreterare vid Antikvitetsarkivet och riksantikvarie
- Olof Verelius (1618-1682), svensk språkforskare, fornminnesforskare och historiker
- Ole Worm (1588-1654), dansk läkare och antikvarie

## 1700-tal
- Erik Julius Björner (1696-1750), svensk fornforskare
- Johan Göransson (1712-1769), svensk arkeolog, präst och fil.dr.
- Magnus Dublar Rönnou (1665-1735), svensk orientalist.
- Nils Reinhold Brocman (1731-1770), svensk historiker.
- Nils Wessman (1712-1763), svensk assessor

## 1800-tal
- Sten Boije af Gennäs, Fil lic, (1852-1936)
- Sophus Bugge (1833-1907), norsk språk- och folklivsforskare
- Gísli Brynjúlfsson den äldre (1794–1827), isländsk präst och fornforskare
- Jakob Grimm (1785-1863), professor, Göttingen
- Richard Dybeck, (1811-1877), jurist, fornforskare, etnolog, diktare
- Johan Gustaf Liljegren (1791-1837), professor och riksantikvarie
- George Stephens (1813-1895), brittisk arkeolog och filolog
- Carl Säve (1812-1876)
- Ludvig F A Wimmer (1839-1920)

## 1900-tal
- Sigurd Agrell (1881-1937), professor i slaviska språk, Lunds universitet
- Elmer Antonsen (1929-2008), professor emeritus, University of Illinois, Urbana
- Erik Brate (1857-1924), Fil dr svensk språkforskare
- Anders Bæksted (1906-1968), dansk runolog
- Klaus Düwel (1935-), professor emeritus, Göttingen
- Lennart Elmevik (1936-), professor emeritus, Institutionen för nordiska språk, Uppsala universitet
- Otto von Friesen (1870-1942), professor i svenska språket vid Uppsala universitet, ledamot av Svenska Akademien (stol 9)
- Ottar Grønvik (1916-2008), filolog och runolog, Universitetet i Oslo
- Helmer Gustavson (1938-2018), Fil dr h.c.
- Lis Jacobsen (1882-1961), dansk filolog
- Sven B F Jansson (1906-1987), professor i runologi vid Stockholms universitet, riksantikvarie
- Hugo Jungner (1881-1940), Fil dr
- Ragnar Kinander (1893-1964), Fil dr
- Wolfgang Krause (1895-1970), professor, Göttingen
- Magnus Olsen (1878-1963), norsk språkforskare
- Erik Moltke (1901-1984), Runologisk laboratorium
- Ray Page (1924-2012), professor emeritus i anglosaxiska och fornnordiska, Cambridge
- Elisabeth Svärdström (1909-2007), Fil lic
- Claiborne W. Thompson
- Elias Wessén (1889-1981), svensk språkvetare, professor och ledamot av Svenska Akademien (stol 16)

## Samtida runologer
- Svante Fischer (1971-), docent i arkeologi, Institut runologique de France, Uppsala universitet
- Lisbeth Imer (1973-), Fil dr, Runologisk laboratorium
- James E. Knirk (1947-), professor, Runearkivet, Universitetet i Oslo
- Rune Palm (1948-2013), professor i nordiska språk, Stockholms universitet
- Thorgunn Snaedal (1948-), Fil dr, Runverket, Riksantikvarieämbetet
- Henrik Williams (1958-), professor i nordiska språk, lärare i runkunskap, Uppsala universitet
- Marit Åhlén (1951-), Fil dr, tidigare avdelningsdirektör för Riksantikvarieämbetets kunskapsavdelning
- Lars Magnar Enoksen (1960-), illustratör och författare, främst inom runologi
- Magnus Källström (1964-), Fil dr, Runverket, Riksantikvarieämbetet, Stockholms universitet